# Бежански лагер
Бежанският лагер е такъв лагер, който е изграден от правителството или от неправителствени организации (като например Международния комитет на Червения кръст), за да приема бежанци. Стотици хиляди и дори милиони хора могат да живеят в един бежански лагер.
Обикновено бежанските лагери се изграждат за да покрият основните човешки нужди на настанените в тях за кратък период от време. Когато връщането на бежанците по родните места е блокирано (примерно от гражданска война), може да възникне хуманитарна криза. Случаите на насилие не са рядко явление.